# Фотий I (патриарх Константинопольский)
Патриа́рх Фо́тий I (др.-греч. Πατριάρχης Φώτιος около 820—896) — византийский богослов, патриарх Константинопольский (858—867 и 877—886 годы), выдающийся интеллектуал IX века. Третий после Григория Богослова и Иоанна Златоуста из Отцов Церкви, занимавших константинопольскую кафедру. Святой Восточной православной церкви.
Обвинял римских пап во властолюбии; впервые обвинил их в ереси за добавление к Символу веры слов «и от Сына» (filioque), хотя в ту эпоху этот прилог, сделанный в Испании, не был принят в Риме; но филиокве распространялся в Болгарии через франкийских священников-миссионеров, благословляемых и посылаемых из Рима. Анафематствован в 863 году папой римским Николаем I.

## Биография
Рождение Фотия относят к первым десятилетиям IX века (называются различные даты). Семья его армянского происхождения, придерживавшаяся халкидонского богословия, отличалась знатностью, благочестием и образованностью: отец, спафарий Сергий, приходился племянником восстановителю иконопочитания на VII Вселенском соборе Константинопольскому патриарху Тарасию, а родной брат матери, армянки Ирины — Иоанн VII Грамматик был мужем Марии, сестры Августы Феодоры. Во время гонений против иконопочитателей при императоре Феофиле отец Фотия был осуждён и вместе с семьёй отправлен в ссылку (около 832 года), где и скончался, снискав славу исповедника (в Константинопольском синаксаре память 13 мая; вопрос о его тождестве с историком Сергием Исповедником остаётся открытым).
После воцарения малолетнего Михаила III и его матери Феодоры (842) Фотий начал преподавательскую деятельность в Константинополе (среди его учеников — просветитель славян святой Константин-Кирилл, известный богослов и писатель Арефа Кесарийский). Вскоре Фотий и его братья были удостоены высоких придворных чинов: Тарасий стал патрикием, Сергий и Константин — протоспафариями, сам Фотий в чине протоспафария занял важную должность протоасикрита — начальника императорской канцелярии. В 845 или 855 году Фотий участвовал в посольстве к арабскому халифу, отправляясь в которое он составил послание своему брату Тарасию, впоследствии ставшее знаменитым как «Мириобиблион», или «Библиотека» — более или менее подробное описание 280 прочитанных им книг.
В 855—856 годах вдовствующую императрицу Феодору оттеснил её брат Варда, ставший фактическим правителем государства (в апреле 862 года он получил от Михаила III второй после императорского титул кесаря). Этот выдающийся политик и военный деятель, покровитель наук и образования сразу же оказался в конфликте с патриархом Игнатием, сторонником Феодоры. В ходе последовавшей борьбы Варда добился изгнания Игнатия по обвинению в государственной измене, а на патриарший престол возвёл Фотия (25 декабря 858 года). Так недавний чиновник и учёный оказался невольно вовлечён в ожесточённую борьбу церковных партий, истоки которой восходили ещё к концу VIII века. Последовала продолжительная борьба с Фотием сторонников свергнутого Игнатия, получивших поддержку папы Николая I (858—867). Двукратный собор 861 года в Константинополе осудил Игнатия и издал ряд канонических постановлений.
Напряжённость отношений между Римом и Константинополем, усугублявшаяся спором о юрисдикции над Болгарией и Южной Италией, привела к взаимному осуждению и отлучению Патриарха и Папы. Возникла так называемая «Фотианская схизма»: в августе 863 года на Римском соборе был отлучён Фотий, в сентябре 867 года Собор в Константинополе отлучил папу Николая.
В результате интриг Василия Македонянина, любимца императора Михаила III, кесарь Варда был убит (21 апреля 866 года). Василий вскоре был коронован беззаботным Михаилом (26 мая 866 года), который в следующем году сам стал жертвой своего соправителя и был убит им во дворце (24 сентября 867 года). Став единоличным правителем империи, Василий I в угоду Папе и многочисленным сторонникам Игнатия в Византии сразу же возвратил опального Патриарха в Константинополь и восстановил его на престоле; Фотий, по сообщению некоторых хроник, выступивший с обличением узурпатора, был низложен (25 сентября), сослан и отлучён (23 ноября 867 года). На Константинопольском соборе 869—870 годов (признаваемом на Западе «VIII Вселенским») Фотий был анафематствован, а все поставленные им епископы низложены.
Однако уже к 873 году отношения между патриархом Игнатием и Римом обострились из-за спора о церковной юрисдикции Болгарии; Фотий же был возвращён Василием I из ссылки и призван ко двору для обучения императорских сыновей (около 875 года). Когда в октябре 877 года Игнатий умер, примирившийся с ним Фотий стал его преемником: восстановлен на патриаршем престоле Константинопольским собором 879—880 годов. Но сразу по смерти Василия I (886) Фотий был вынужден отречься от престола по настоянию нового императора Льва VI, который передал патриарший престол своему 18-летнему брату Стефану. Умер Фотий в ссылке в 896 году.
Вскоре могила его прославилась чудесами, а сам он был причислен к лику святых Православной церкви — память 6 (19) февраля. Патриарху Фотию принадлежит авторство канона святому Феофану Исповеднику и чина малого освящения воды.
Фотий Великий первым активизировал почитание в Византии Григория Армянского.

## Канонизация и оценки значения
Был прославлен в лике святых Константинопольским патриархатом (при патриархе Анфиме VI) в 1848 году, в контексте острого противодействия прозелитизму католиков и иных западных исповеданий на территории османских владений. Существуют исследования, показывающие, что его почитание как святого имеет значительно более раннее происхождение, восходя к IX веку, равно как и его почитание в Римской церкви до половины XII века. Канонизация не была воспринята в синодальной Российской церкви. К 1000-летию преставления Фотия, 6 (18) февраля 1891 года в Славянском благотворительном обществе прошла панихида и прочитан ряд докладов.
Нежелание Святейшего синода принять канонизацию вызвало возмущение Тертия Филиппова. Реакция Филиппова побудила близкого к Константину Победоносцеву церковного историка-византиниста Ивана Троицкого выступить в защиту позиции «уклонения нашей церкви от чествования памяти п. Фотия церковным образом». В анонимно опубликованной статье под заголовком «Нечто по поводу статьи „Гражданина“ (№ 38), по случаю чествования памяти патриарха Фотия в Славянском благотворительном обществе 6 февраля 1891 года» Троицкий, с негодованием приведя слова своего оппонента, что в вопросе о чествовании Фотия Русская церковь не составила «единого тела и единого духа с Константинопольскою Церковию», обвинил автора в «совершенно папистических воззрениях на Константинопольскую церковь и на отношение к ней других православных церквей»; далее Троицкий утверждал: «Ему, по-видимому, и в голову не приходит, что принижая таким образом Русскую Церковь пред Константинополем, он вместе с нею принижает и Русскую Империю. Да будет же ему известно, что международное положение той или другой частной церкви определяется международным положением государства, в котором она находится, а не наоборот. <…> тезис о полной солидарности интересов церкви и государства в сфере международных отношений, в истории Православного Востока стоит твёрдо. Наглядный пример этому представляет история борьбы патриарха Фотия с папой Николаем I. Папа в этой борьбе поддерживал принцип противоположности интересов церкви и государства и на этом принципе хотел основать коалицию Восточной и Западной церкви против Византийской империи, а Фотий поддерживал принцип солидарности интересов Византийской Церкви и Империи, и на нём основал коалицию против папского Рима. В этом и состоит величие его заслуги пред Византийскою империей и Церковью». В марте того же года Троицкий с удовлетворением отмечал: «Теперь уже окончательно выяснилось, что имя Фотия не внесено в святцы и Новогреческой Церкви».
Имя патриарха Фотия постоянно присутствует в месяцеслове официальных календарей издания Московской патриархии, начиная с 1971 года; ранее оно было внесено в синодальный календарь на 1916 год.

## Русь в сочинениях Фотия

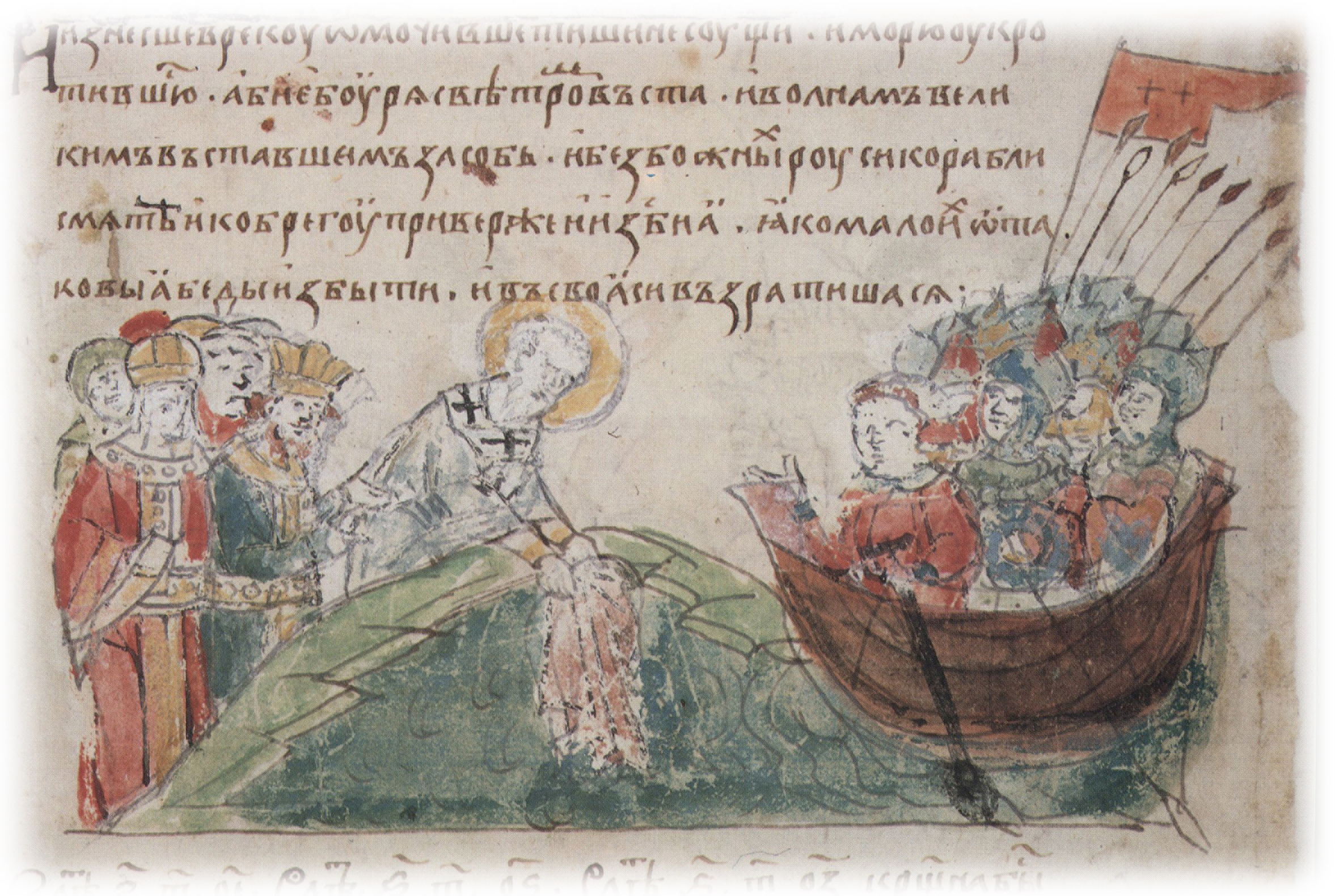
Чудесное спасение Фотием Константинополя при помощи Ризы Богоматери. Миниатюра из Радзивилловской летописи, конец XV века

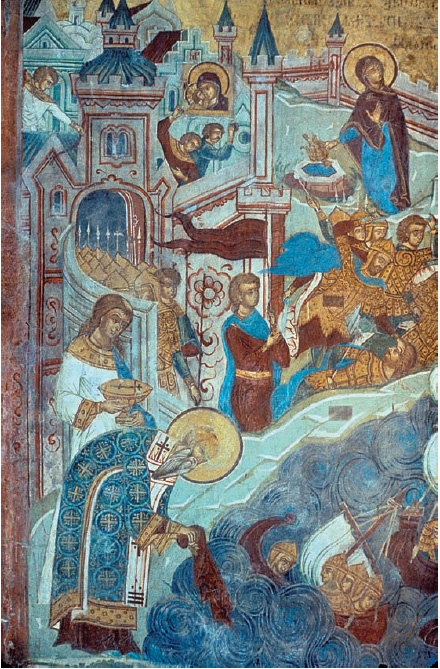
Чудесное спасение Фотием Константинополя при помощи Ризы Богоматери.
Фреска Княгинина монастыря, 1648

Среди работ Фотия сохранились три сочинения, являющиеся первыми достоверно датируемыми греческими текстами, упоминающими о руси:
- две гомилии (проповеди, беседы), произнесённые Фотием с кафедры собора Святой Софии в Константинополе перед горожанами во время нападения флота русов на столицу Византии летом 860 года:
  - первая — в минуту смертельной опасности при нашествии «северных варваров»,
  - вторая — во время всеобщей радости при их отступлении.

Особое значение этих гомилий в качестве источника состоит в том, что они являются свидетельством очевидца и адресованы непосредственным свидетелям происшедшего.
- Третий документ — «Окружное послание» Патриарха Фотия Восточным Патриаршим престолам, посвящённое созыву Собора в Константинополе (867), где Фотий упоминает о добровольном крещении «росов», ещё недавно причинявших столько бедствий христианам.

Вполне возможно, однако, что ни один из текстов не касается руси. Так, в самих текстах гомилий имя народа ни разу не упоминается, появляясь лишь в их титулах (леммах), возможно, имеющих позднее происхождение; возможно, что и «росов» «Окружного послания» следует отождествлять с другими этническими группами (к примеру, с ругами).

## Крещение Руси
С именем Фотия связывают первые попытки крещения Руси (т.н. «Аскольдово крещение»). Обращение в христианство было стандартной практикой Византии в отношениях с воинственными народами-язычниками, направленной на закрепление этих народов в своей сфере влияния и уменьшения опасности военных конфликтов на своих границах. В IX в. попытки христианизации предпринимались в отношении Великой Моравии (862) и Болгарии (864—920).
Через несколько лет после нападения русов на Константинополь (860), Фотий направил миссионеров в Киев. По некоторым данным, в этот период были крещены киевские князья Аскольд и Дир c «боярами» и некоторым количеством народа. Эти события иногда именуют первым (Фотиевым, или Аскольдовым) крещением Руси.

## Труды
Главное сочинение Фотия — «Библиотека», или «Мириобиблион» (ср.-греч. Μυριοβίβλιον). Содержит реферативные обзоры и извлечения (иногда весьма протяжённые) из 386 сочинений ораторов, грамматиков, врачей, историков, географов, христианских богословов, из соборных постановлений, житий святых и др. Почти полностью отсутствуют рефераты поэтических сочинений древних, а также Платон и Аристотель. Особую ценность представляют извлечения из исторических сочинений, так как Фотий располагал документами, которые впоследствии были утеряны.
Фотию (или ученикам его школы) принадлежит также обширный «Лексикон» (Λέξεων συναγωγή), который он составил (по-видимому, ещё до того как стал патриархом) с целью облегчить чтение античных авторов и Св. Писания. По своему значению «Лексикон» сравним с Судой. Рукопись словаря до недавнего времени считалась утерянной; она была обнаружена в 1959 году (в прекрасном состоянии) в одном из македонских монастырей.
В письмах (более 260), очень разнообразных по содержанию, Фотий предстаёт как глубоко образованный учёный, остроумный собеседник и тонкий стилист, вполне владеющий приёмами античных мастеров риторики.
Главное сочинение Фотия, написанное по вопросу добавления Западной церковью в текст Символа веры Филиокве, — «Слово тайноводственное о Святом Духе» («Περὶ τῆς τοῦ Ἁγίου Πνεύματος μυσταγωγίας»)
- - Слово тайноводственное о Святом Духе
- Слово тайноводственное о Святом Духе (Пер. проф. Е. И. Ловягина. «Духовная Беседа», СПб., 1866).
  - Омилии (беседы)
- Беседа первая на нашествие Россов (Пер. проф. Е. И. Ловягина. «Христианское чтение», СПб., 1882). (копия)
- Беседа вторая на нашествие Россов (Пер. проф. Е. И. Ловягина. «Христианское чтение», СПб., 1882).  (копия)
- Патриарх Фотий. Гомилии. Предисловие.
- Слово на Рождество Пресвятой Богородицы («Прибавления к Церковным ведомостям», СПб., 1899).
- Беседа на Благовещение Пресвятой Богородицы (1-я) («Прибавления к Церковным ведомостям», СПб., 1900).
- Беседа на Благовещение Пресвятой Богородицы (2-я) («Прибавления к Церковным ведомостям», СПб., 1899).
- Беседа произнесённая в храме Святой Софии в пятницу первой недели Великого Поста («Прибавления к Церковным ведомостям», СПб., 1899).
- Беседа в неделю Ваий («Прибавления к Церковным ведомостям», СПб., 1899).
- Беседа, говорённая с амвона Великой церкви, в Великую субботу, в присутствии христолюбивого царя, когда открыт был живописный образ Богоматери (Пер. еп. Порфирия Успенского. СПб., 1864).
- Беседа на Вознесение Господне («Прибавления к Церковным ведомостям», СПб., 1901).
  - Письма
- К Георгию, Митрополиту Никомидийскому («Христианское чтение», СПб., 1845).
- Евсевие, инокине и игуменье, в утешение по случаю смерти сестры её («Христианское чтение», СПб., 1845).
- Игнатию, митрополиту Клавдиопольскому («Христианское чтение», СПб., 1846).
- Феодору игумену, недоумевавшему о том, зачем смерть, этот оброк греха, прежде сразила праведника — Авеля, а не Адама — первого между людьми грешника («Христианское чтение», СПб., 1846).
- Христофору аспафарию и секретарю («Христианское чтение», СПб., 1846).
  - Словарь
- «Λέξεων συναγωγή» Coll. Trin., 1822; ΛΕΞΕΩΝ ΣΥΝΑΓΩΓΗ ΚΑΤΑ ΣΤΟΙΧΕΙΟΝ ∆Ι' ΩΝ ΡΗΤΟΡΩΝ ΤΕ ΠΟΝΟΙ ΚΑΙ ΣΥΓΓΡΑΦΕΩΝ ΕΞΩΡΑΪΖΟΝΤΑΙ ΜΑΛΙΣΤΑ
- ПРОПОВЕДЬ СВЯТЕЙШЕГО ФОТИЯ, патриарха Константинопольского, сказанная на амвоне Великой Церкви в Великую Субботу, в присутствии христолюбивых царей, когда был заново изображён и открыт образ Богородицы